# Euphorbia mammillaris
Euphorbia mammillaris är en törelväxtart som beskrevs av Carl von Linné. Euphorbia mammillaris ingår i släktet törlar, och familjen törelväxter. Inga underarter finns listade i Catalogue of Life.

## Bildgalleri

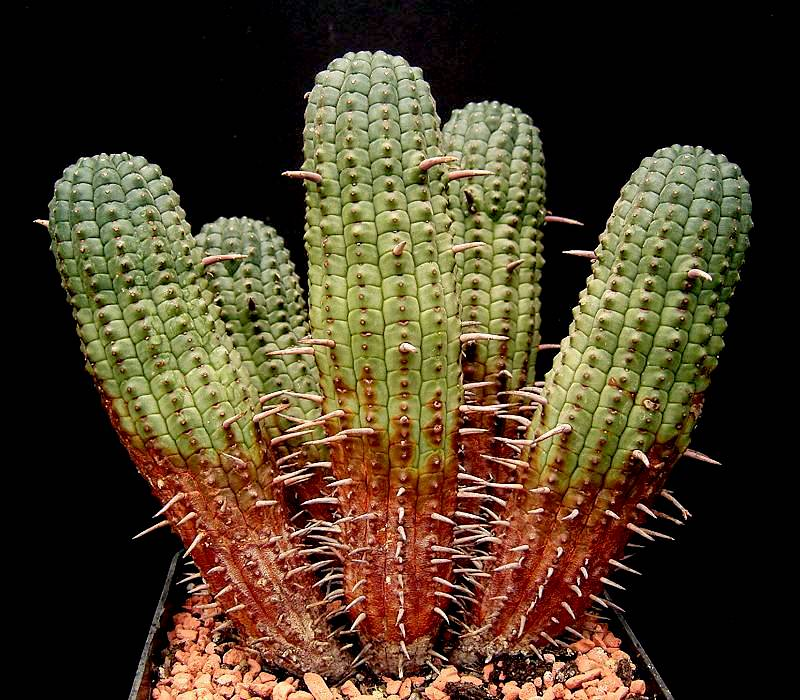
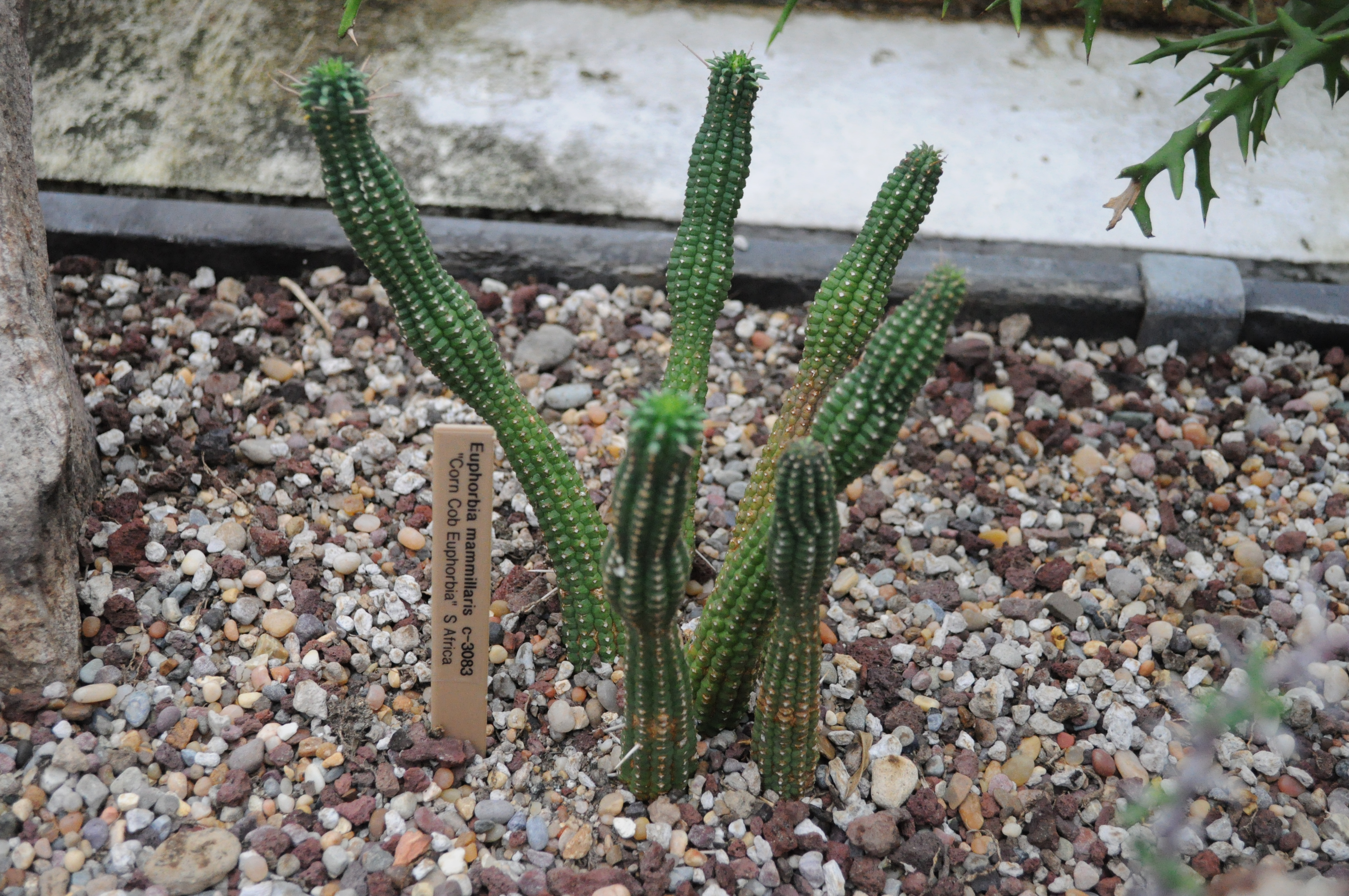
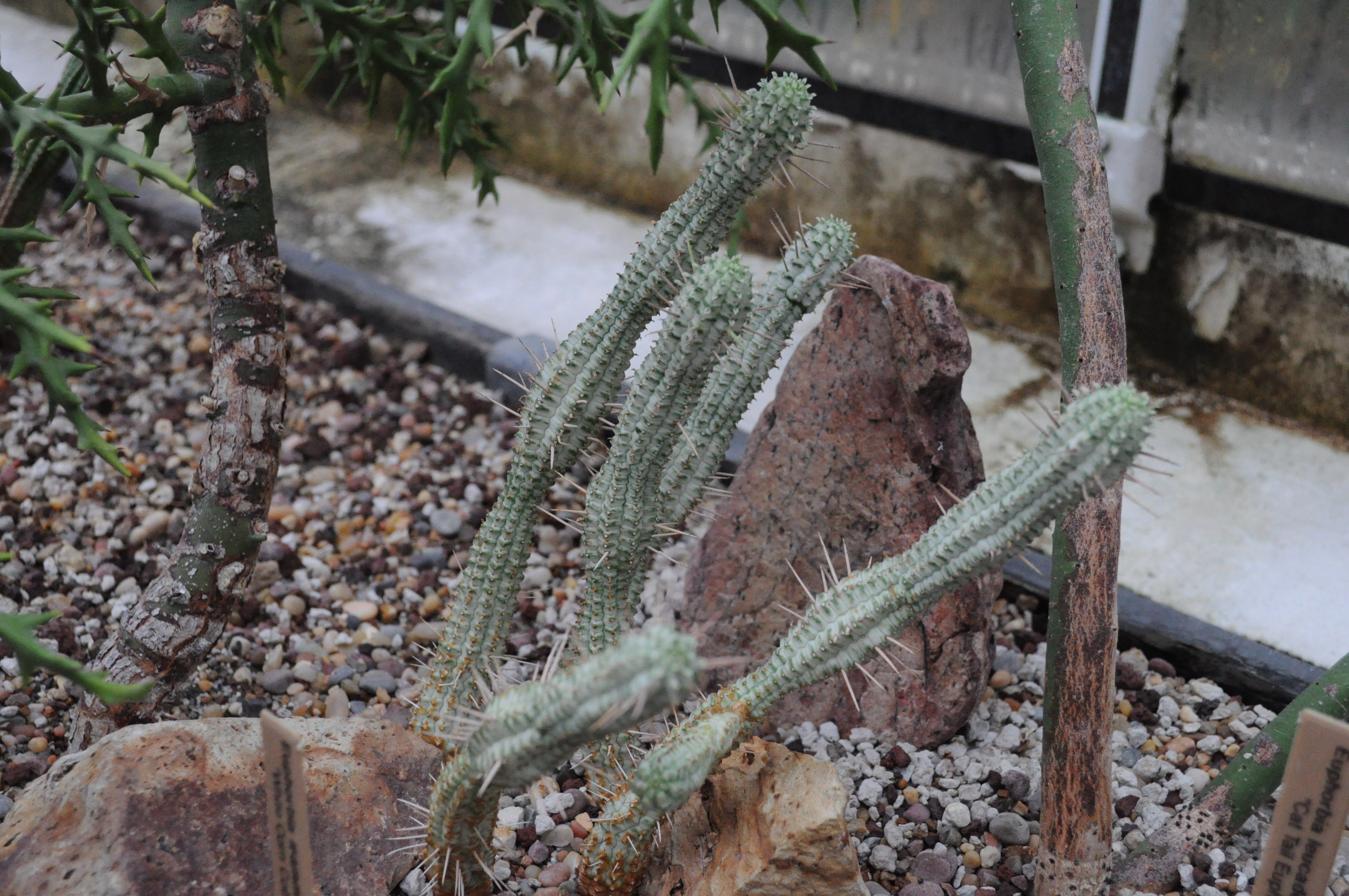
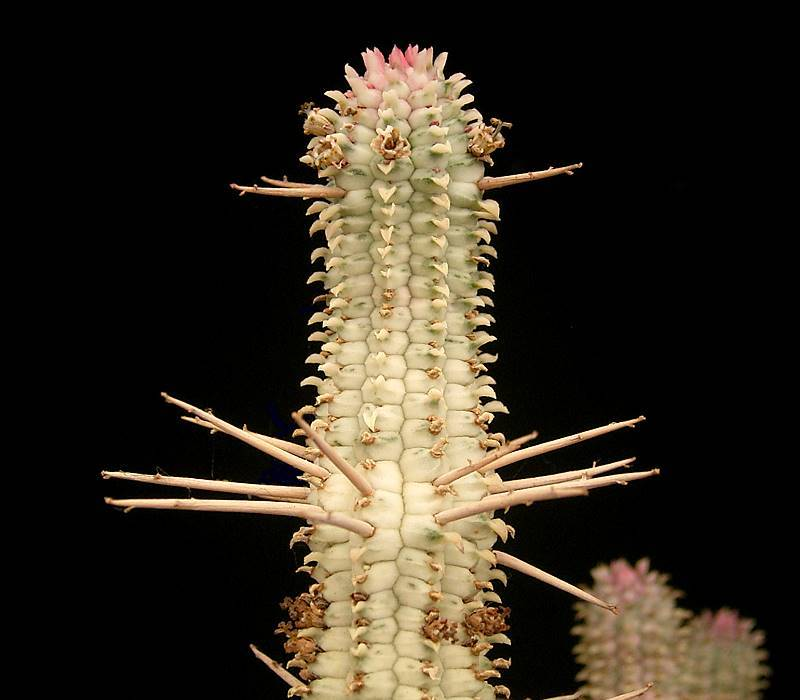